# Етна (Охајо)
Етна (енгл. Etna; раније Картиџ, енгл. Carthage) насељено је место без административног статуса у америчкој савезној држави Охајо.

## Демографија
По попису из 2010. године број становника је 1.215.
| Група             | 2000.    | 2010.         |
| Белци             | 0 (0,0%) | 1.102 (90,7%) |
| Афроамериканци    | 0 (0,0%) | 44 (3,6%)     |
| Азијати           | 0 (0,0%) | 23 (1,9%)     |
| Хиспаноамериканци | 0 (0,0%) | 18 (1,5%)     |
| Укупно            | 0        | 1.215         |